# Lehendakari
Lehendakari (formelt Eusko Jaurlaritzako lehendakari, Baskerlandets regeringspræsident) er regeringschefen i den autonome region Baskerlandet i Spanien. 
Titlen stammer fra 1936, da Baskerlandet for første gang blev indvilget regionalt selvstyre. Dette blev efter kort tid afskaffet af Spanien under Franco. Titlen blev indført på ny efter overgangen til demokrati i Spanien og indførelsen af selvstyre i Baskerlandet i 1978. Titlen lehendakari blev først benyttet i det kongelige dekret som opnævnte Carlos Garaikoetxea Urriza som regeringschef i 1980, og blev ikke officielt benyttet for forgængeren Ramón Rubial, som styrede i overgangsfasen fra 1978 til 1979. 
Den baskiske lehendakari har officielt sæde, lehendakaritza, i paladset Ajuria Enea i Gasteiz (spansk: Vitoria) og en moderne kontorbygning i nærheden af dette.
Titlen benyttes også for regeringspræsidenten og parlamentspræsidenten i Navarra, samt for ledere i en række offentlige og private institutioner, foreninger og erhverv, da titlen kan oversættes med "præsident".

## Oversigt over baskiske regeringschefer
Den baskiske regering i den anden spanske republik
- 1936–1960: José Antonio Aguirre, fra 1937 i eksil
- 1960–1979: Jesús María de Leizaola, chef for den baskiske eksilregering

Baskerlandets regering i Kongeriget Spanien siden 1978
- 1978–1979: Ramón Rubial
- 1979–1985: Carlos Garaikoetxea
- 1985–1999: José Antonio Ardanza
- 1999–2009: Juan José Ibarretxe
- 2009–2012: Patxi López
- 2012-: Iñigo Urkullu